# Yaginumia
Yaginumia sia es una especie de araña araneomorfa de la familia Araneidae. Es el único miembro del género monotípico Yaginumia. Es originaria del este de Asia.